# 2017年サムスンデフリンピック
2017年サムスンデフリンピック（2017ねんサムスンデフリンピック、英: Samsun Deaflympics 2017）は、2017年7月18日から7月30日までトルコのサムスンで開催された夏季デフリンピックの第23回大会である。

## 実施競技
次の21競技が実施された。
- 陸上競技
- バドミントン
- ボウリング
- 自転車競技・ロード
- サッカー
- ゴルフ
- ハンドボール
- 柔道
- 空手道
- 自転車競技・マウンテンバイク
- オリエンテーリング
- 射撃競技
- 水泳
- 卓球
- テコンドー
- バレーボール
- レスリング・フリースタイル
- レスリング・グレコローマンスタイル
- バスケットボール
- ビーチバレー
- テニス

## 参加国・地域
- アフガニスタン
- アルジェリア
- アルゼンチン
- アルメニア
- オーストラリア
- オーストリア
- アゼルバイジャン
- バーレーン
- バングラデシュ
- ベラルーシ
- ベルギー
- ボリビア
- ボスニア・ヘルツェゴビナ
- ボツワナ
- ブラジル
- ブルガリア
- カメルーン
- カナダ
- チリ
- 中国
- チャイニーズ・タイペイ
- コロンビア
- コートジボワール
- クロアチア
- キューバ
- キプロス
- チェコ
- デンマーク
- エジプト
- エストニア
- エチオピア
- フィジー
- フィンランド
- 北マケドニア
- フランス
- ガンビア
- ジョージア
- ドイツ
- ガーナ
- イギリス
- ギリシャ
- ギニア
- 香港
- ハンガリー
- アイスランド
- インド
- インドネシア
- イラン
- イラク
- アイルランド
- イスラエル
- イタリア
- ジャマイカ
- 日本
- ヨルダン
- カザフスタン
- ケニア
- 韓国
- クウェート
- キルギス
- ラトビア
- リビア
- リトアニア
- マカオ
- マレーシア
- マリ
- マルタ
- モーリシャス
- メキシコ
- モルドバ
- モンゴル
- オランダ
- ニュージーランド
- ナイジェリア
- ノルウェー
- パキスタン
- ペルー
- フィリピン
- ポーランド
- ポルトガル
- ルーマニア
- ロシア
- サウジアラビア
- セネガル
- セルビア
- セーシェル
- シエラレオネ
- シンガポール
- スロバキア
- スロベニア
- 南アフリカ
- スペイン
- スワジランド
- スウェーデン
- スイス
- タンザニア
- タイ
- チュニジア
- トルコ
- トルクメニスタン
- ウガンダ
- ウクライナ
- アラブ首長国連邦
- アメリカ
- ウルグアイ
- ウズベキスタン
- ベネズエラ
- イエメン
- ザンビア
- ジンバブエ